# Vega EVX
La Vega EVX est une voiture de sport GT développée par le premier constructeur automobile srilankais Vega Innovations et produite à partir de 2020.

## Développement
En 2013, Vega Innovations a été fondée par le Dr Harsha Subasinghe et le cofondateur Dr Beshan Kulapala. Le projet de l'EVX est remonte à 2015 quand Vega Innovations a présenté un prototype d'une supercar électrique de 900 ch et atteignant 100 km/h en 3,5 secondes. En 2017, le premier prototype de la Vega EVX a été construit, la société s'attendant à ce que la production commerciale commence au cours des prochaines années.

## Présentation
La version de série de l'EVX devait être présentée au salon de Genève en mars 2020 mais celui-ci a été annulé à cause de l'épidémie de coronavirus COVID-19. Cependant, la voiture a été dévoilée en direct au Salon de Genève en 2020.

### Design
La Vega EVX présente des ressemblances avec la Ferrari 488 GTB pour sa face avant.

## Caractéristiques et performances
Le coupé électrique de Vega est doté de deux électromoteurs de 300 kW (408 ch) positionnés chacun sur les essieux avant et arrière, lui procurant une transmission intégrale, et lui autorisant une puissance cumulée de 600 kW (816 ch) et 760 N m de couple[source insuffisante]. L'EVX reçoit dans un premier temps une petite batterie LiFePo4 (lithium fer phosphate) d'une capacité de 55 kWh, placée en position centrale arrière, lui permettant une autonomie de 300 km, avant l'arrivée d'une plus grosse batterie de 130 kWh faisant passer son autonomie à 250 km[source insuffisante]. et de 0-100 km/h en 3,1 secondes avec une vitesse de pointe de 240 km.
VEGA Innovations a décrit que la version de production de la Vega EVX peut accélérer de 0 à 100 km/h en moins de 2,0 secondes et atteindre une vitesse de pointe de 380 km/h avec une autonomie de 750 km.